# Tuomas Lehtonen
Tuomas Lehtonen (* 4. August 1998) ist ein finnischer Sprinter und Hürdenläufer, der sich auf die 400-Meter-Distanz spezialisiert hat.

## Sportliche Laufbahn
Erste internationale Erfahrungen sammelte Tuomas Lehtonen im Jahr 2017, als er bei den U20-Europameisterschaften in Grosseto im 400-Meter-Hürdenlauf mit 52,16 s im Halbfinale ausschied. 2022 schied er bei den Europameisterschaften in München mit 52,75 s im Vorlauf aus und im Jahr darauf wurde er bei der 1. Liga der Team-Europameisterschaft im Rahmen der Europaspiele in Chorzów in 50,20 s Vierter im B-Lauf über 400 m Hürden. 2024 kam er bei den Europameisterschaften in Rom mit 50,50 s nicht über die Vorrunde hinaus.
In den Jahren von 2020 bis 2022 wurde Lehtonen finnischer Meister im 400-Meter-Hürdenlauf sowie 2017 Hallenmeister über 400 Meter und 2022 wurde er Hallenmeister über 300 m Hürden. 

## Persönliche Bestzeiten
- 400: Meter 46,97 s, 20. Juni 2023 in Helsinki
  - 400 Meter (Halle): 47,73 s, 12. Februar 2023 in Karlstad
- 400 m Hürden: 50,20 s, 24. Juni 2023 in Chorzów